# Crassostrea rhizophorae
Crassostrea rhizophorae är en musselart som beskrevs av Guilding. Crassostrea rhizophorae ingår i släktet Crassostrea och familjen ostron. Inga underarter finns listade i Catalogue of Life.